# Mots croisés (émission de télévision)
Pour l’article homonyme, voir Mots croisés.
Mots croisés est une émission de télévision française de débat diffusée sur France 2 de 1997 à 2015. Elle est parfois diffusée en direct et parfois enregistrée dans les conditions du direct.

## Concept
L'émission aborde deux thèmes différents, l'un politique et l'autre de société, par le biais du débat opposant six intervenants d'avis différents.

## Historique
L'émission est diffusée depuis le 29 septembre 1997. Au départ l'émission est diffusée tous les mois et est présentée par Alain Duhamel et Arlette Chabot de septembre 1997 à juin 2001 puis par Arlette Chabot seule de 2001 à 2005. Yves Calvi récupère la présentation en septembre 2005 et jusqu'en juin 2014.
En septembre 2001, l'émission est diffusée un lundi sur deux en deuxième partie de soirée, à la suite de la création de Complément d'enquête. À partir de la rentrée de septembre 2011 l'émission est à l'antenne tous les lundis de 22 h 55 à 00 h 15.
Le 17 avril 2012, l'émission prend la forme d'un débat entre les invités. On compte les candidats à l'élection présidentielle suivants : Eva Joly, Philippe Poutou, Nicolas Dupont-Aignan, Nathalie Arthaud et Jacques Cheminade. En revanche, Marine Le Pen, François Hollande, Nicolas Sarkozy, François Bayrou et Jean-Luc Mélenchon ont missionné d'autres personnalités de leur partis respectifs.
Après avoir animé durant 9 ans l'émission, Yves Calvi cède sa place à Anne-Sophie Lapix, en raison d'un emploi du temps chargé (il anime désormais la matinale sur RTL). La nouvelle formule commence en octobre 2014. La fin de l'émission est annoncée en mai 2015.